# Сафаниев, Сергей Александрович
Серге́й Алекса́ндрович Сафани́ев (род. 10 февраля 1962, Грозный, СССР) — советский спортсмен, чемпион Европы по спортивной акробатике.

## Биография
Занимался акробатикой в Тольятти, тренировался у Виталия Гройсмана.
В 2004 году возглавил федерацию хоккея Тольятти. Член совета федерации хоккея Самарской области.

## Достижения
В 1985 году вместе с А. Зеленко, Н. Гусевым и Р. Хафизовым выступал на чемпионате Европы в немецком Аугсбурге, где тольяттинская четвёрка стала чемпионами в отдельных упражнениях и серебряными призёрами в многоборье.